# Triban (Słowenia)
Triban – wieś w Słowenii, w gminie miejskiej Koper. 1 stycznia 2018 liczyła 173 mieszkańców.